# 吳祖修
吳祖修（1714年12月24日—1766年8月21日，康熙五十三年十一月十八日－乾隆三十一年七月十六日），字慎思，號雪軒。江南省常州府武進縣（今屬江蘇省常州市）人，清朝政治人物，官至知州。

## 生平
早年為監生。雍正十年（1732年），中式壬子科鄉試舉人。十一年（1733年），中式癸丑科會試，殿試位列第二甲第四名進士出身，朝考選翰林院庶吉士。年僅二十歲，與時任編修的父親吳龍應同時在翰林院任職。在館期間，請假至浙江迎娶浙江糧儲道劉復之女。
乾隆元年（1736年）四月，散館，以知縣即用。二年（1737年），授直隸保定府唐縣知縣，受直隸總督李衛器重。三年（1738年），充戊午科順天鄉試同考官。
調任大名府南樂縣知縣。十年（1745年），調任河間府任邱縣知縣。
十三年（1748年），大計獲評卓異，陞調廣東惠州府連平州知州，赴任前丁父憂歸鄉。
服闕，十七年（1752年），選授山東武定府濱州知州。後調任濟南府德州知州。時乾隆帝特旨命督撫大臣舉薦州縣官才能勝任知府者，吳祖修受山東巡撫鶴年舉薦，取咨文赴北京之際，受人牽連革職。居家讀書侍母數年，後循例捐復原官，揀發湖北，署理武昌府嘉魚縣知縣，後改署漢陽府沔陽州知州，借補襄陽府襄陽縣知縣。三十年（1765年），充任乙酉科湖北鄉試同考官。敕授文林郎，例授奉直大夫。
因捕盜有功，奉旨回京吏部引見，三十一年（1766年）七月十六日，未及啟程而卒，年五十三歲。

## 家庭及關聯
吳祖修為毗陵薛墅吳氏第十三世：
- 祖父：吳玉耑（1663年－1717年），康熙五十一年進士，官內閣中書。誥贈朝議大夫，晉贈通奉大夫。
- 祖母：陳氏，廩貢生陳匡如之女。誥贈恭人，例贈淑人，晉贈夫人。
- 父：吳龍應（1692年－1749年），雍正二年進士，官至山西布政使。誥授朝議大夫，例授通奉大夫。
- 母：沈氏，監生考授縣丞沈治臣之女。誥封恭人，例封夫人。

### 兄弟
祖修為長子，有五弟三姊妹：
- 吳祖任（1722年－1758年），監生。娶毗陵莊氏，雍正五年進士浙江海防道莊柱養女，許臨燿之女；繼娶許氏，甘肅平涼府同知許文秀之女。
- 吳祖倫（1727年－1793年），監生。娶蘇州姜氏，康熙六十年進士湖北荊宜施道姜邵湘之女。
- 吳祖儼（1731年－1801年），監生，貴州候補吏目，借補婺川縣典史。娶蘇州姜氏，康熙六十年進士湖北荊宜施道姜邵湘之女。
- 吳祖倬（1734年－1808年），無出身官職，娶史氏，康熙五十七年進士趙州知州史增孫女、監生候補州同史瀛峙之女。
- 吳祖健（1735年－1798年），監生，四庫館謄錄、候選縣丞。娶潘氏，雍正二年進士福建巡撫潘思榘之女。
- 姊妹一，適史氏，監生史士超。
- 姊妹二，適毗陵莊氏，雍正五年進士浙江海防道莊柱之子、乾隆十年榜眼禮部左侍郎莊存與。
- 姊妹三，適安徽休寧汪氏，雍正二年傳臚太子太傅吏部尚書汪由敦之子、戶部郎中汪承沆。

### 妻室
- 正室：武進西營劉氏，康熙五十一年進士協辦大學士吏部尚書劉於義孫女、雍正五年進士浙江糧儲道劉復之女，敕封孺人，例晉宜人。
- 繼室：武進段莊錢氏，康熙四十五年進士翰林院檢討錢榮世孫女、拔貢生山西朔州知州錢標長女，敕封孺人，例晉宜人。
- 側室：程氏，敕封孺人。
- 側室：顧氏，敕封孺人。

### 子女
有五子三女：
- 長子：吳錫綬（1737年－1800年），程氏出，監生，官至湖南宜章縣典史。
- 次子：吳錫緒（1748年－1813年），程氏出，監生，四庫館議敘分發甘肅候補州同、署安西州州判、借補甘州府經歷。
- 三子：吳錫緯（1749年－1786年），顧氏出，乾隆四十四年舉人，四庫館議敘分發河南候補知縣。
- 四子：吳錫寶（1753年－1821年），程氏出，監生。
- 五子：吳錫綮（1754年－1805年），顧氏出，監生。
- 長女，顧氏出，適武進西營湯氏，廣西潯州府知府湯大賓之子、候選同知湯敦業。
- 次女，顧氏出，適武進段莊錢氏，康熙四十五年進士翰林院檢討錢榮世曾孫、乾隆四十年進士福建龍溪縣知縣錢致純。
- 三女，顧氏出，適高氏，山東掖縣知縣候選同知高光啟。